# 2020年のオートレース
2020年のオートレースでは、2020年のオートレースの結果および関連するできごとについて記述する。
2019年のオートレース - 2020年のオートレース - 2021年のオートレース

## できごと
- 2020年2月27日以降に開催されたレースは、2019新型コロナウイルス感染拡大予防のため、無観客で開催された[1]。
- 8月11日 - 伊勢崎オートレース場で開催されたオートレースグランプリ初日の第1レースで、走路温度が63度を記録した[2]。

## 競争結果

### SG
2020年度のスーパーグレードレース
| 大会名                   | 優勝戦開催日 | 開催地 | 選手     | 年齢 | 所属   | 備考      |
| ------------------------ | ------------ | ------ | -------- | ---- | ------ | --------- |
| オールスターオートレース | 4月29日      | 飯塚   | 荒尾聡   | 39   | 飯塚   | 通算3回目 |
| オートレースグランプリ   | 8月15日      | 伊勢崎 | 伊藤信夫 | 48   | 浜松   | 通算3回目 |
| 日本選手権オートレース   | 11月3日      | 川口   | 森且行   | 46   | 川口   |           |
| スーパースター王座決定戦 | 12月31日     | 川口   | 青山周平 | 36   | 伊勢崎 | 通算3回目 |
| 全日本選抜オートレース   | 2月23日      | 浜松   | 荒尾聡   | 40   | 飯塚   |           |